# Біскупиці (Олесницький повіт)
Біскупиці (пол. Biskupice, нім. Bischdorf) — село в Польщі, у гміні Сицув Олесницького повіту Нижньосілезького воєводства.
Населення — 311 осіб (2011).
У 1975-1998 роках село належало до Каліського воєводства.

## Демографія
Демографічна структура станом на 31 березня 2011 року:
|          | Загалом | Допрацездатний вік | Працездатний вік | Постпрацездатний вік |
| -------- | ------- | ------------------ | ---------------- | -------------------- |
| Чоловіки | 153     | 48                 | 99               | 6                    |
| Жінки    | 158     | 38                 | 98               | 22                   |
| Разом    | 311     | 86                 | 197              | 28                   |